# Universum Film AG
A Universum Film Aktien Gesellschaft, ou também Universum Film AG e mais comumente apenas UFA, foi a rede de estúdios cinematográficos mais importante da Alemanha durante a República de Weimar e o III Reich. Entre 1917 e 1945, a UFA foi uma das mais relevantes empresas do setor no mundo inteiro e concorrente direta de Hollywood. Atualmente pertence ao RTL Group, uma subsidiária da Bertelsmann.

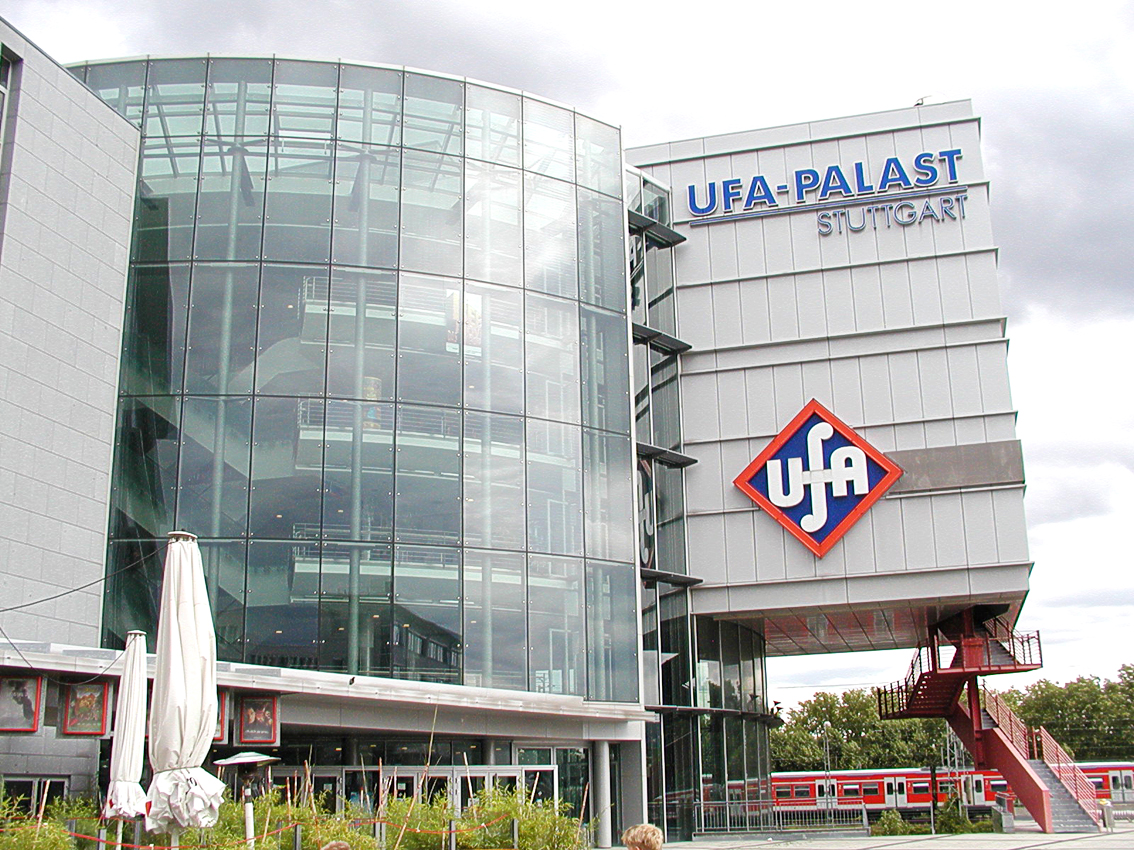
Ufa-Palast de Estugarda, com o logotipo original

## História

### Início
A UFA foi fundada a 18 de Dezembro de 1917, em Berlim, como companhia de produção cinematográfica estatal para oferecer serviços públicos de informação e propaganda durante a primeira guerra mundial. Os meios procediam das maiores empresas alemãs do setor, nomeadamente, os estúdios Nordisk e Decla.

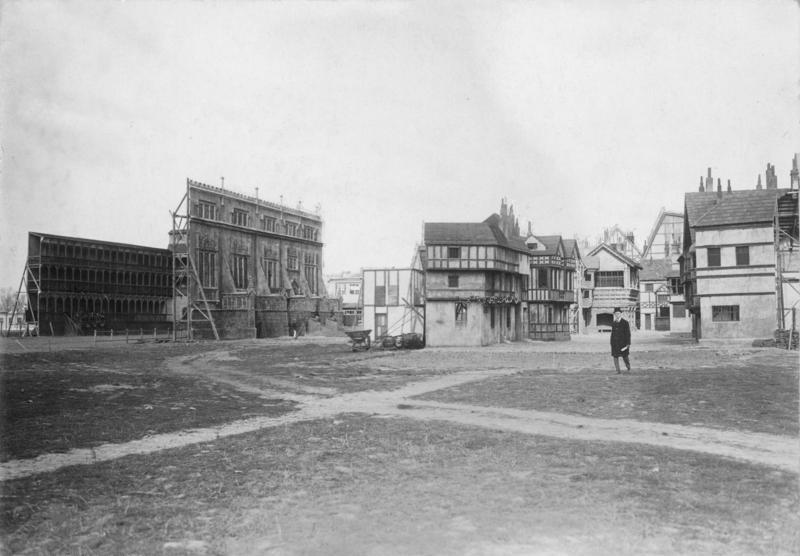
Parque de cenários nas instalações UFA, em Berlim-Tempelhof

Em 1919, Decla produziu Das Cabinet des Dr. Caligari um dos melhores filmes do expressionismo alemão, e grande êxito comercial. No mesmo ano UFA inaugurou o Ufa-Palast, Palácio da Universum Film AG, perto do Zoo Theater em Berlim.

### Privatização
Em 1921 a UFA foi privatizada. Uma boa gerência levou a empresa a uma posição de liderança no setor cinematográfico, com uma produção de mais de 600 filmes por ano e com uma média de 1 milhão de espectadores diários. No período do cinema mudo os filmes eram muito adaptáveis aos cinemas estrangeiros, pelo que a UFA, com a sua reputação internacional de empresa europeia, tornou-se num sério competidor de Hollywood.

### Anos de Ouro
Durante a República de Weimar os estúdios da UFA produziram e exportaram uma quantidade ingente  de material cinematográfico. Infortunadamente só chegaram aos nossos dias pouco mais de 10% de todo o material produzido.
Durante esta época de intensa atividade apareceram realizadores como Fritz Lang (Metropolis e  M - Eine Stadt sucht einen Mörder) e Friedrich Wilhelm Murnau (Aurora), bem como atores da envergadura de Marlene Dietrich (Der Blaue Engel). 

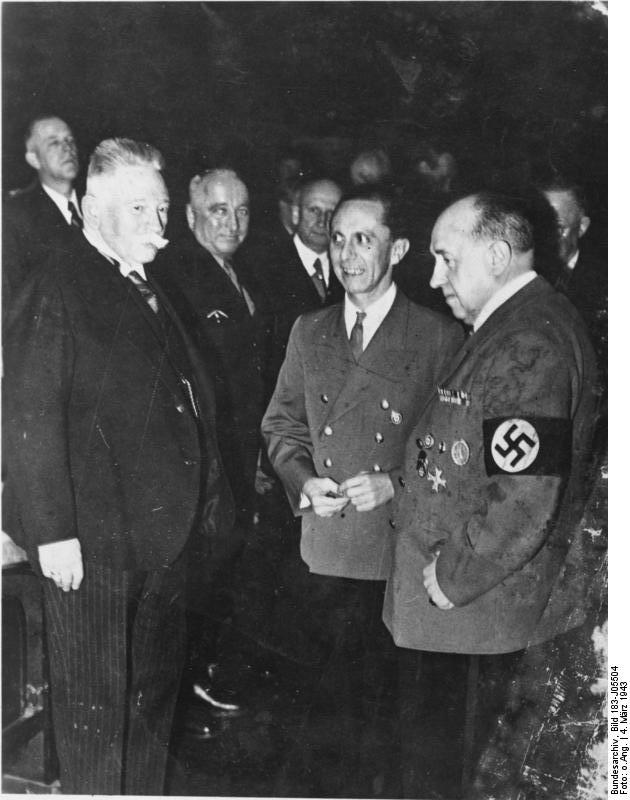
Alfred Hugenberg, Joseph Goebbels e Robert Ley

UFA foi pioneira em cinema experimental, cultivando um género cinematográfico especificamente alemão, o Bergfilm, ou Filme de Montanha, o qual se desenvolve no sentido de glorificar todos os desportos a acontecimentos tipicamente alpinos, como a escalada, o esqui, avalanches, etc. Deste gênero destacam-se os realizadores Arnold Fanck e Leni Riefenstahl.

### Nacional-Socialismo
Os estúdios UFA no final dos anos 20 viveram um período de expansão financeira. Contudo, Metrópolis foi um fracasso de bilheteira, com um prejuízo de quase 5 milhões de marcos, situação que se agravou com a crise de 1929.
Em 1927 a direcção dos estúdios é entregue a Alfred Hugenberg, um influente homem de negócios com interesses editoriais (Scherl Verlag), indústrias (Krupp AG) e políticos. Com Hugenberg chegam as pressões, iniciando-se o período em que os estúdios UFA foram controlados pelo Ministério da Propaganda, sob a direção de Joseph Goebbels, que controlava o conteúdo dos filmes produzidos.
O interesse estatal deu um novo fôlego financeiro aos estúdios, que assim puderam modernizar-se e voltar a competir diretamente com Hollywood. Deste período destacam-se os filmes a cores: Frauen sind doch bessere Diplomaten (1941), com Marika Rökk, Münchhausen (1943), com Hans Albers, e Kolberg (1945), com Kristina Söderbaum e Heinrich George.

### Atualidade
No pós-guerra a Universum Film AG passou por momentos conturbados e actualmente existe sob a marca UFA Film & TV Produktion GmbH que, desde 1964, pertence ao grupo Bertelsmann. Em 1972, o patrimônio imobiliário, nomeadamente as salas de cinema, foi vendido à empresa australiana Unternehmen AHL.
Atualmente a UFA Film & TV Produktion GmbH dedica-se essencialmente à produção de programas de televisão. A empresa ainda detém o controlo de várias filiais: UFA Entertainment, UFA Fernsehproduktion/UFA Filmproduktion, Grundy Light Entertainment, Grundy UFA TV Produktions GmbH, Phoenix Film e TeamWorx.

### Direitos sobre o material cinematográfico
Os direitos sobre os filmes antigos ("alten UFA") são actualmente detidos pela Fundação Friedrich Wilhelm Murnau, que é também responsável pela conservação, armazenamento e restauro de todo o material cinematográfico antigo.

## Directores Cinematográficos da UFA
1917-1933
- Arnold Fanck
- Johannes Guter
- Fritz Lang
- Robert Wiene
- Friedrich Wilhelm Murnau
- Arthur Robison

1933-1945
- Carl Boese
- Eduard von Borsody
- Peter Paul Brauer
- Karl Hartl
- Georg Jacoby
- Gerhard Lamprecht
- Herbert Maisch
- Paul Martin
- Karl Ritter
- Reinhold Schünzel
- Detlef Sierck
- Hans Steinhoff
- R. A. Stemmle
- Viktor Tourjansky
- Gustav Ucicky
- Erich Waschneck